# Cerdic de Wessex
Cerdic de Wessex (c. 467-534) fue fundador del reino anglosajón de Wessex, el cual gobernó entre los años 519 y 534. Según los anales de la Crónica anglosajona del siglo IX, Cerdic es considerado como el ancestro de todos los reyes subsecuentes de Wessex, y por consiguiente también el ancestro de la actual monarquía británica. Sin embargo, aún existen debates sobre su verdadero rol histórico. Es probable que haya sido un líder tribal, pues no fue hasta el gobierno del Cædwalla (c. 659-689) que los monarcas comenzaron a usar el título de "Rey de los Sajones occidentales" (en inglés West Saxons, origen de la palabra Wessex), además de que algunos historiadores teorizan que el rey Egberto (c. 773-839), originario de Kent, pudo haber falsificado su descendencia con Cerdic con tal de legitimar su gobierno.
De acuerdo con las crónicas anglosajonas, Cerdic llegó a la isla de Britania en el año 495 en una de las incursiones germánicas que se producían en esta época en la que la provincia romana se encontraba en franca decadencia. Roma, asediada por los invasores, no pudo mantener su poder en Inglaterra y los anglos y sajones comenzaron a penetrar en su territorio.
Cerdic, proveniente del norte de la actual Alemania u Holanda, llegó a la costa británica junto con su hijo Cynric en tres barcos sajones, casi con toda seguridad en la zona de Hampshire. Allí encontró un rey llamado Natanleod al cual respetó durante quince años. Sin embargo, en 508 lo asesinó, proclamándose primer Rey de Wessex. Cerdic prosiguió su conquista sobre territorio de la antigua provincia romana de Britania, ocupando la Isla de Wight y regalándosela luego a dos de sus hombres de confianza, Stuf y Wighgar. Es posible que Cerdic fuera el caudillo sajón que fue vencido en la Batalla del Monte Badon según algunas crónicas. Otras indican que participó en la batalla de Aele.

## Orígenes
De la estirpe de Cerdic provienen de alguna manera todos los reyes de Inglaterra. El origen de Cerdic es complejo y los historiadores no se ponen de acuerdo. Algunos (una minoría) piensan que Cerdic no es más que una figura mítica que nunca existió realmente. Sin embargo, al ser nombrado por distintas fuentes desde el siglo IX dando detalles de su vida, la mayoría de los estudiosos opinan que la figura de Cerdic es real. De hecho se conoce que su padre se llamaba Elasa. Estudios escolásticos afirman que Elasa era un noble romano británico, «Elasius». El nombre de Cerdic es una britanización del nombre romano «Caractacus», que pasa a «Caradog» y «Caretic». La madre de Cerdic se asegura que era sajona, aunque uno de sus ancestros procedería de Britania y por ella también correría sangre romano-celta.
Cerdic cruzó a Inglaterra pensando por tanto que regresaba a su tierra, incluso que tenía lazos familiares con el rey Natanleod y, por ello, regresaba para instaurar la parte del imperio romano que se estaba desmoronando en toda Europa.